# Ерік Вальтер Ельст
Ерік Вальтер Ельст (англ. Eric Walter Elst; 30 листопада 1936 — 2 січня 2022) — бельгійський астроном, успішний дослідник астероїдів. Відкрив близько 3000 астероїдів (і лише 85 спільно з кимось іншим). Працював до 2001 у Королівській обсерваторії Бельгії.
Ельсту належить честь відкриття таких астероїдів, як 4486 Мітра, 8191 Мерсенн, комети-астероїда 7968 Ельст-Пісарро та понад 25 троянських астероїдів Юпітера.
На честь дослідника названо астероїд 3936 Ельст.

## Деякі відкриті астероїди
- 48909 Лораке
- 49700 Матер
- 56000 Месопотамія
- 31097 Нуччомула
- 30857 Парсек
- 10079 Меньє
- 15273 Румкорфф
- 10111 Фреснел
- 15278 Паке
- 15239 Стенхаммар
- 11314 Шарко
- 15329 Сабена
- 10303 Фрере
- 10347 Муром
- 10350 Спалланцані
- 10354 Ґійомбюде
- 10524 Маневський
- 14016 Штеллер
- 10587 Стріндберг
- 12481 Стреувелс
- 12259 Шукальський
- 15766 Страленберґ
- 10637 Гаймліг
- 10612 Уффаліз
- 19517 Робертокарлос
- 11334 Ріо-де-Жанейро
- 17427 По
- 12718 Ле Жантіль
- 10784 Ноай
- 10771 Ору-Прету
- 12774 Пфунд
- 18449 Рікваутерс
- 10820 Оффенбах
- 16498 Пассау
- 11524 Плейєль
- 19226 Пейреск
- 16479 Паульзе
- 11051 Расін
- 14479 Плеханов
- 12722 Петрарка
- 10934 Польдельво
- 17519 Пріцак
- 16494 Ока
- 11063 Пойнтінг
- 11336 Піранесі
- 12095 Пінель
- 11871 Норж
- 16450 Мессершмідт
- 11302 Рубікон
- 11309 Малус
- 13052 Лас Касас
- 11581 Філіпдеяґер
- 16908 Ґрезеленберґ
- 13011 Лойє
- 11585 Орланділассо
- 11844 Оствальд
- 11984 Мане
- 11384 Сартр
- 12275 Маркельгоффін
- 12320 Лошмідт
- 11897 Лемер
- 12760 Максвелл
- 11875 Рона
- 12491 Мушенбрук
- 11881 Мирстейшен
- 11874 Ґрінґауз
- 11958 Ґаліані
- 11964 Пригожин
- 11966 Плато
- 11926 Оріноко
- 12773 Лиман
- 11942 Ґетар
- 12567 Херревеґе
- 12258 Оскаруайльд
- 12540 Пікандер
- 12340 Сталле
- 12761 Павелс
- 12719 Пінгре
- 12280 Реймс
- 12776 Рейнольдс
- 13088 Філіппортера
- 13647 Рей
- 14872 Хоєр Ліст
- 21087 Петсімпаллас
- 21128 Чапуіс
- 20004 Одрі-Лусієнна
- 20024 Мейремартінез
- 11315 Сальпетрієр
- 16646 Спаррман
- 17543 Сосьва
- 11870 Свеї
- 10769 Мінас Жерайс
- 24709 Мітау
- 26851 Сарапул
- 27792 Фрідакало
- 27709 Оренбург
- 12492 Танаїс
- 11956 Тамаракейт
- 12295 Тассо
- 11278 Телесіо
- 13096 Тіґріс
- 13125 Тобольськ
- 11506 Тулуз-Лотрек
- 19130 Тітгат
- 8676 Люллі
- 8672 Морзе
- 8524 Раолоруффіні
- 8525 Нільсейбел
- 12381 Хугоклаус
- 10866 Перу
- 8154 Шталь
- 8353 Меграйан
- 8395 Рембаут
- 8277 Мачу-Пікчу
- 12380 Шаша
- 7755 От-Прованс
- 8039 Ґрандпризм
- 7933 Магрітт
- 7881 Шифердеккер
- 7871 Тундер
- 7661 Рейнкен
- 7934 Сінастра
- 7425 Лессінг
- 6836 Паранал
- 6143 Піфагор
- 40227 Таїті
- 3860 Пловдів
- 3912 Троя
- 3870 Мейре
- 9879 Мамонт
- 13982 Тунберг
- 12379 Тулін
- 10137 Фукідід
- 9973 Шпільман
- 9880 Стегозавр
- 9797 Раес
- 9639 Шерер
- 9329 Ніколаймедтнер
- 9376 Тьйонвіль
- 9326 Рута
- 9325 Стоунхендж
- 9334 Моеста
- 9377 Мец
- 9395 Сен Мішель
- 9394 Маноск
- 9383 Монтелімар
- 9380 Макон
- 9378 Нансі-Лотарингія
- 9452 Роджерпітерс
- 9203 Міртус
- 9313 Протей
- 9309 Платанус
- 9246 Німейєр
- 9306 Піттоспорум
- 29189 Удінськ
- 8769 Арктиктерн
- 11385 Бовуар
- 12291 Ґогноманн
- 12750 Бертоллет
- 7420 Бюффон
- 10380 Берволд
- 11896 Кемелбік
- 6977 Жокур
- 8644 Бетулапендула
- 10151 Рубенс
- 10069 Фонтенелле
- 12715 Ґодін
- 8857 Серсідіффілум
- 8856 Селаструс
- 7578 Ґеорґбом
- 14831 Ґентілеші
- 9365 Чайнізвілсон
- 11969 Гей-Люссак
- 9757 Феліксдеягер
- 13087 Шастельлюкс
- 9079 Ґеснер
- 11289 Фрескобальді
- 12747 Міхаґеферт
- 7537 Сольве
- 11914 Сінакопулос
- 10185 Ґауді
- 4635 Рембо
- 10806 Мехіко
- 10305 Ґріньяр
- 6317 Дрейфюс
- 12356 Карлшеєле